# Mastreação
Em náutica, mastreação é o conjunto dos mastros, vergas, cesto da gávea e paus de uma embarcação. É ao conjunto da mastreação e da enxárcia que se denomina o aparelho.

## Velas ou panos
A classificação de um veleiro é feita em função do seu aparelho e dividem-se segundo o tipo de velas (panos) que utilizam maioritariamente e assim chamam-se : navios redondos ou  navios latinos. Como exemplo a Sagres II usa vela redonda - na realidade de forma quadrangular - enquanto a caravela usava vela latina - de forma triangular. 
Um veleiro de quatro mastros já pode usar mais de 30 nomes diferentes de velas, segundo a sua utilizadas e localização.

## Nomenclatura
A mastreação é denominada; de proa, de meio,  de ré, e no caso de um três mastros é formada pela traquete (na proa), grande, e mezena (ou gata). Os mastros intermediários de um cinco mastros são a contratranquete e a contramezena.
A verga de mezena é um pau que parte em diagonal do mastro como nos três mastros de um lugre-escuna.

## Mastaréus e vergas

### Mastaréu
Devido às alturas que atingiam, os mastros eram aumentados com mastros mais pequenos, o mastaréu - o  mastaréu de gávea - fixo ao mastro por uma pega, e onde que se encontra o cesto da gávea. Se a este mastaréu estivesse fixo um outro, o mastaréu de joanete, era para ele que vinha o cesto de gávea  para aumentar o alcance do vigia. 

### Vergas
Num veleiro com panos redondos o mastro é equipado com paus presos horizontalmente a ele — as vergas — onde se vêm desfraldas e prender as velas, e chama-se (de baixo para cima); verga grande, a verga baixa, verga alta, verga de joanete e verga de sobre. 